# Lê Trí Anh
Lê Trí Anh (tiếng Trung: 黎智英; Lai Chee-Ying, 8 tháng 12, 1947), được biết đến với cái tên phương Tây là Jimmy Lai, là một doanh nhân người Hồng Kông. Ông thành lập Giordano, một nhà bán lẻ quần áo châu Á và Next Digital (Trước đây là Next Media), một công ty truyền thông niêm yết ở Hồng Kông và một tập đoàn truyền thông tiếng Tàu. Ông là một trong những người đóng góp chính cho phe dân chủ, đặc biệt là Đảng Dân chủ.
Là một nhà bất đồng chính kiến nổi tiếng với Chính phủ CHND Trung Hoa, Lai bị cảnh sát Hồng Kông bắt giữ ngày 10 tháng 8 năm 2020 vì "tội vi phạm luật an ninh quốc gia mới của lãnh thổ", một hành động gây ra chỉ trích rộng rãi.

## Thời thơ ấu và việc trốn khỏi Trung Quốc
Sinh năm 1947 trong một gia đình nghèo khó ở Quảng Châu, Quảng Đông, Trung Quốc với nguồn gốc gia đình ở Thuận Đức gần đó, Lai được cho học tới lớp năm. Nhập lậu đến Hồng Kông trên một chiếc thuyền nhỏ vào năm 12 tuổi, Lai làm lao động trẻ em trong một xưởng may với mức lương 8 đô la mỗi tháng.

## Thành lập Giordano
Leo lên đến cấp quản lý nhà máy, Lai đầu cơ tiền thưởng cuối năm của mình cho cổ phiếu Hồng Kông, huy động đủ tiền mặt để mua lại một nhà máy may phá sản, Comitex, vào năm 1975 và bắt đầu sản xuất áo len. Khách hàng bao gồm JC Penney, Montgomery Ward và các nhà bán lẻ khác ở Mỹ.
Bằng cách thưởng cho những người bán hàng những ưu đãi tài chính ở Hồng Kông, ông đã xây dựng một chuỗi các nhà bán lẻ nhiều nơi ở châu Á. Giordano được cho là có hơn 11.000 nhân viên tại 1.700 cửa hàng tại 30 lãnh thổ trên toàn thế giới.

## Ấn phẩm
Lai đã đi tiên phong trong triết lý lấy độc giả làm trung tâm với báo chí săn ảnh ở Hồng Kông dựa trên các ấn phẩm như USA Today và The Sun. Tạp chí Next Magazine và Apple Daily bán chạy nhất của ông, có sự kết hợp giữa các tài liệu lá cải đặc biệt và các mục tin tức hướng đến thị trường đại chúng với nhiều màu sắc và đồ họa thu hút nhiều độc giả, một số người trong số họ cũng là những người chỉ trích Lai và hệ tư tưởng của ông.

### Ấn phẩm Hồng Kông
Do vụ thảm sát Thiên An Môn năm 1989, Lai trở thành người ủng hộ dân chủ và nhà chỉ trích chính phủ Cộng hòa Nhân dân Trung Hoa. Ông đã phân phối áo phông Giordano với chân dung của các nhà lãnh đạo sinh viên và bắt đầu xuất bản Next Magazine, kết hợp loại báo giật gân lá cải với các tường thuật chính trị và kinh doanh chỉ trích. Ông tiếp tục thành lập các tạp chí khác, bao gồm Sudden Weekly (忽然 一週), Eat &Travel Weekly (飲食男女), Trading Express/Auto Express (交易通/搵車快線) và Easy Finder (壹本便利) theo định hướng giới trẻ.
Năm 1995, khi việc bàn giao Hồng Kông sắp xảy ra, Lai thành lập Apple Daily, một tờ báo mới mà ông tài trợ bằng 100 triệu USD tiền của mình do các nhà đầu tư lo sợ có liên hệ với một người chỉ trích chính phủ Trung Quốc Đại lục. Số lượng phát hành của tờ báo đã tăng lên 400.000 bản vào năm 1997, là tờ báo lớn thứ hai ở đó trong số 60 tờ báo khác. Theo Lai, ông mong muốn duy trì quyền tự do ngôn luận ở Hồng Kông thông qua Apple Daily.  Ngoài việc thúc đẩy dân chủ, ấn phẩm của Lai còn thường xuyên làm xấu mặt các tài phiệt Hong Kong bằng cách vạch trần những mối quan hệ và các liên hệ bất chính của họ với chính quyền địa phương.
Trước cuộc biểu tình ủng hộ dân chủ kỷ lục ở Hồng Kông vào tháng 7 năm 2003 khiến nửa triệu người xuống đường, trang bìa của Tạp chí Next có một bức ảnh ghép nối Đặc khu trưởng Hồng Kông, Đổng Kiến Hoa bị một chiếc bánh úp vào mặt. Tạp chí kêu gọi độc giả xuống đường trong khi Apple Daily phân phát các nhãn dán kêu gọi Đổng từ chức.
Năm 2006, Tạp chí Sudden Weekly và Next Magazine xếp thứ nhất và thứ hai về số lượng phát hành cho thị trường tạp chí Hồng Kông, trong khi Apple Daily là tờ báo số 2 ở Hồng Kông.
Năm 2020, Lai cho ra mắt phiên bản tiếng Anh của Apple Daily.

### Ấn phẩm Đài Loan
Lai ra mắt các ấn bản Đài Loan của Tạp chí Next vào năm 2001 và Apple Daily vào năm 2003, đối đầu với các đối thủ lâu đời, những người đã nỗ lực đáng kể để ngăn cản ông ta. Các nhà xuất bản đối thủ ép các nhà quảng cáo tẩy chay và các nhà phân phối không nhận giao hàng tận nhà. Các văn phòng ở Đài Loan của ông đã bị phá hoại nhiều lần, nhưng khi các ấn phẩm ngày càng có lượng độc giả lớn nhất trong danh mục của họ, các cuộc tẩy chay quảng cáo đã kết thúc.
Vào tháng 10 năm 2006, Lai ra mắt Sharp Daily (Sảng Báo trong tiếng Quan Thoại), một tờ nhật báo miễn phí dành cho những người ở ngoài đi vào làm việc ở Đài Bắc. Công ty cũng ra mắt Me! Magazine ở Đài Loan.
Trong việc xây dựng tờ báo nổi tiếng nhất Đài Loan, Apple Daily, và tạp chí Next Magazine, các ấn phẩm đặc biệt của Lai đã có tác động lớn đến nền văn hóa truyền thông trung thành của hòn đảo cho đến nay.

### Thách thức
Các ấn phẩm của Lai vẫn bị cấm ở Trung Quốc đại lục kể từ khi chúng ra đời. Lệnh cấm bắt nguồn từ chuyên mục báo năm 1994, ông nói với Thủ tướng Lý Bằng của CHND Trung Hoa rằng hãy "chết phức đi" và gọi Đảng Cộng sản Trung Quốc là "một tổ chức độc quyền thu phí cao cho những dịch vụ tệ hại". Chính phủ Trung Quốc đã trả đũa Lai bằng cách bắt đầu đóng cửa các cửa hàng Giordano, khiến ông phải bán công ty do mình thành lập để cứu vãn.
Lai thường xuyên phải đối mặt với sự thù địch từ nhiều ông trùm được Bắc Kinh hậu thuẫn, bao gồm nỗ lực buộc các nhà cung cấp tẩy chay các công ty của mình và một cuộc chiến kéo dài để được niêm yết trên Sở Giao dịch Chứng khoán Hồng Kông. Lai thành công niêm yết công ty vào năm 1999 bằng cách mua lại Tập đoàn xuất bản Paramount vào tháng 10 năm đó.
Cả Ngân hàng Trung Quốc và bất kỳ doanh nghiệp nhà nước nào từ đại lục đều không đặt quảng cáo trên các ấn phẩm của Next Media, trong khi các nhà phát triển bất động sản lớn ở Hồng Kông và một loạt các công ty hàng đầu khác chỉ quảng cáo trên các ấn phẩm cạnh tranh. Các văn phòng xuất bản của ông đã bị phá hoại và ngôi nhà của ông đã bị thiêu cháy vào năm 1993. Đó là thời điểm ông chuyển sang tín ngưỡng Công giáo, có lịch sử lâu đời ở Trung Quốc.

## Các công ty khác
Trong thời kỳ bùng nổ dot-com vào cuối những năm 1990, Lai bắt đầu kinh doanh cửa hàng bán lẻ tạp hóa dựa trên Internet cung cấp dịch vụ giao hàng tận nhà, adMart. Nó đã mở rộng phạm vi sản phẩm của mình ra ngoài hàng tạp hóa để bao gồm đồ điện tử và đồ dùng văn phòng nhưng đã phải đóng cửa sau khi thua lỗ từ 100 đến 150 triệu USD. Lai cho rằng việc kinh doanh này thất bại là do quá tự tin và thiếu một chiến lược kinh doanh khả thi. Admart. Châu Á (www. Admart. Asia), một trang web rao vặt miễn phí nổi tiếng khắp châu Á, giờ không còn liên kết với Lai nữa.
Vào năm 2011, NextMedia được cho là đã bán 70% cổ phần của công ty con Colored World Holdings (CWH, được thành lập tại British Virgin Islands) cho Sum Tat Ventures (STV, được thành lập tại British Virgin Islands), một công ty tư nhân do Jimmy Lai sở hữu 100%. CWH được ước tính có giá trị tài sản ròng là 6,1 triệu đô la Mỹ. STV đã trả 100 triệu USD tiền mặt cho 70% cổ phần của CWH. Năm 2013, STV đã trả thêm 20 triệu USD tiền mặt cho 30% cổ phần còn lại của CWH. Bản thân CWH đã bán tài sản vào năm 2011 và ngừng hoạt động vào năm 2011. Như vậy, tổng cộng STV đã trả 120 triệu USD tiền mặt cho CWH. Rất ít thông tin có được về STV. Tuy nhiên, trên biểu mẫu tiết lộ Mẫu 3B của Jimmy Lai, STV được liệt kê là có cùng địa chỉ thư từ với NextMedia, tại 1 / F., 8 Chun Ying Street, Tseung Kwan O Industrial Estate, Tsueng Kwan O, NT, Hong Kong. Việc mua CWH phần lớn được coi là chuyển tiền mặt từ Lai sang NextMedia để bù đắp khoản lỗ liên tục của NextMedia trong thời gian đó, và để tăng tài sản làm tài sản thế chấp cho NextMedia để có thêm các khoản vay trong tương lai. Tuy nhiên, vì 120 triệu đô la Mỹ chỉ xấp xỉ 1/10 giá trị tài sản ròng của Lai, một số người suy đoán khả năng thanh khoản thực sự của tài sản cá nhân của Lai, và liệu Lai có thực hiện các đảm bảo khoản vay khác để có được số tiền như vậy hay không.
Gần cuối năm 2013, Lai đã chi khoảng 73 triệu đô la Mỹ (tương đương 2,3 tỷ Đài tệ) để mua 2% cổ phần (~ 17 triệu cổ phiếu) của nhà sản xuất điện tử Đài Loan HTC.

## Hoạt động chính trị

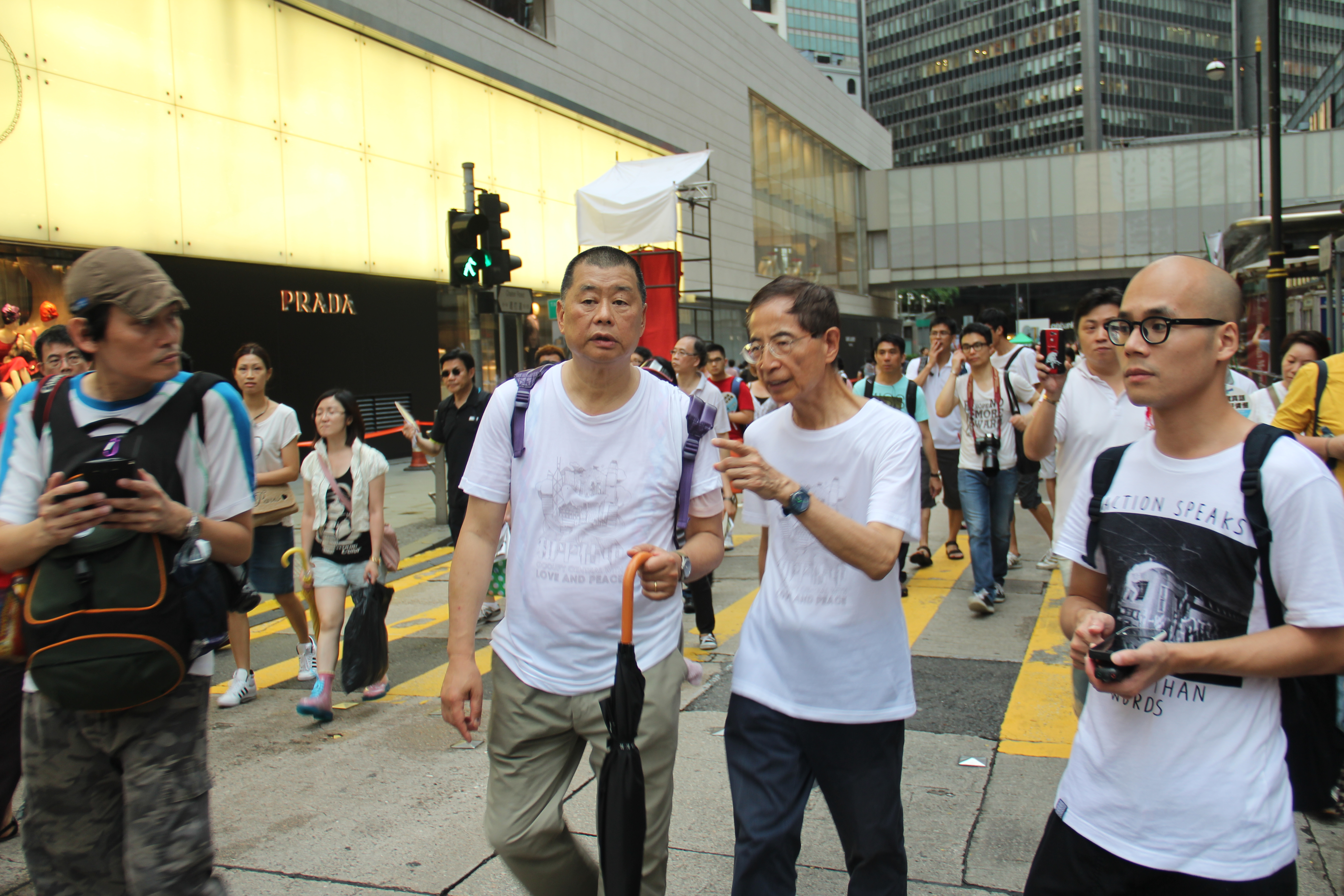
Lai và Martin Lee tại cuộc tuần hành ngày 1 tháng 7, 2013

Sự ủng hộ của Lai đối với Chiếm lĩnh Trung Hoàn và các phong trào ủng hộ dân chủ đã gây tranh cãi với chính phủ Trung Quốc. Vào ngày 13 tháng 12 năm 2014, Lai bị bắt cùng với các nhà lãnh đạo ủng hộ dân chủ khác, trong quá trình giải tỏa địa điểm biểu tình ở Kim Chung của phong trào Ô dù. Ngày hôm sau, Lai tuyên bố sẽ từ bỏ chức vụ người đứng đầu Next Media "để dành nhiều thời gian hơn cho gia đình và theo đuổi những sở thích cá nhân của mình".
Trong số các vụ tấn công khác, đã có dao rựa, rìu và các tin nhắn đe dọa trên đường xe vào nhà của mình, cả bị bị ô tô đâm  và khiến nhà ông ta bị thiêu cháy nhiều lần (gần đây nhất là vào năm 2019). Một số người nghi ngờ điều này là do bản chất hoạt động, ủng hộ dân chủ của các cơ quan truyền thông của ông, điều mà chính phủ Trung Quốc không chấp nhận. Người phát ngôn của Next Media, Mark Simon tuyên bố rằng “Đây là một nỗ lực liên tục nhằm đe dọa báo chí ở Hồng Kông. Đây là sự đe dọa thô sơ và thuần túy. " Mặc dù cuộc tấn công đã bị Ty trưởng Ty Luật chính Hồng Kông lên án, các nhà hoạt động ủng hộ dân chủ cảm thấy rằng cảnh sát Hồng Kông và chính phủ (do Trung Quốc kiểm soát kể từ khi bàn giao năm 1997) không phải lúc nào cũng theo dõi các hành vi chống lại Apple Daily hoặc phong trào dân chủ, và thủ phạm hiếm khi được tìm thấy.
Vào rạng sáng ngày 12 tháng 1 năm 2015, hai người đàn ông đeo mặt nạ đã ném bom xăng vào nhà của Lai trên Đại lộ Kadoorie ở Cửu Long Đường. Cùng lúc đó, một quả bom xăng đã được ném vào trụ sở của Next Media ở Khu công nghiệp Tướng Quân Áo. Các đám cháy đã được các nhân viên bảo vệ dập tắt. Các thủ phạm đã bỏ trốn và hai chiếc ô tô được sử dụng trong các vụ tấn công được tìm thấy ở Thạch Giáp Vĩ và Trường Sa Loan. Các tội ác bị tố cáo là một "cuộc tấn công vào tự do báo chí".
Vào ngày 28 tháng 2 năm 2020, Lai bị bắt vì tụ tập bất hợp pháp khi tham gia các cuộc biểu tình ở Hồng Kông. Ông cũng phải đối mặt với cáo buộc đe dọa sử dụng ngôn ngữ thô tục đối với một phóng viên vào năm 2017. Vụ án của ông dự kiến sẽ được xét xử tại Tòa án Quận Đông vào ngày 5 tháng 5. Vào ngày 18 tháng 4, Lai nằm trong số 15 nhân vật dân chủ cấp cao bị bắt ở Hồng Kông. Theo tuyên bố của cảnh sát, việc bắt giữ ông là do tình nghi tổ chức, công khai hoặc tham gia một số cuộc tụ tập trái phép từ tháng 8 đến tháng 10 năm 2019.

## Luật an ninh quốc gia và bắt giữ

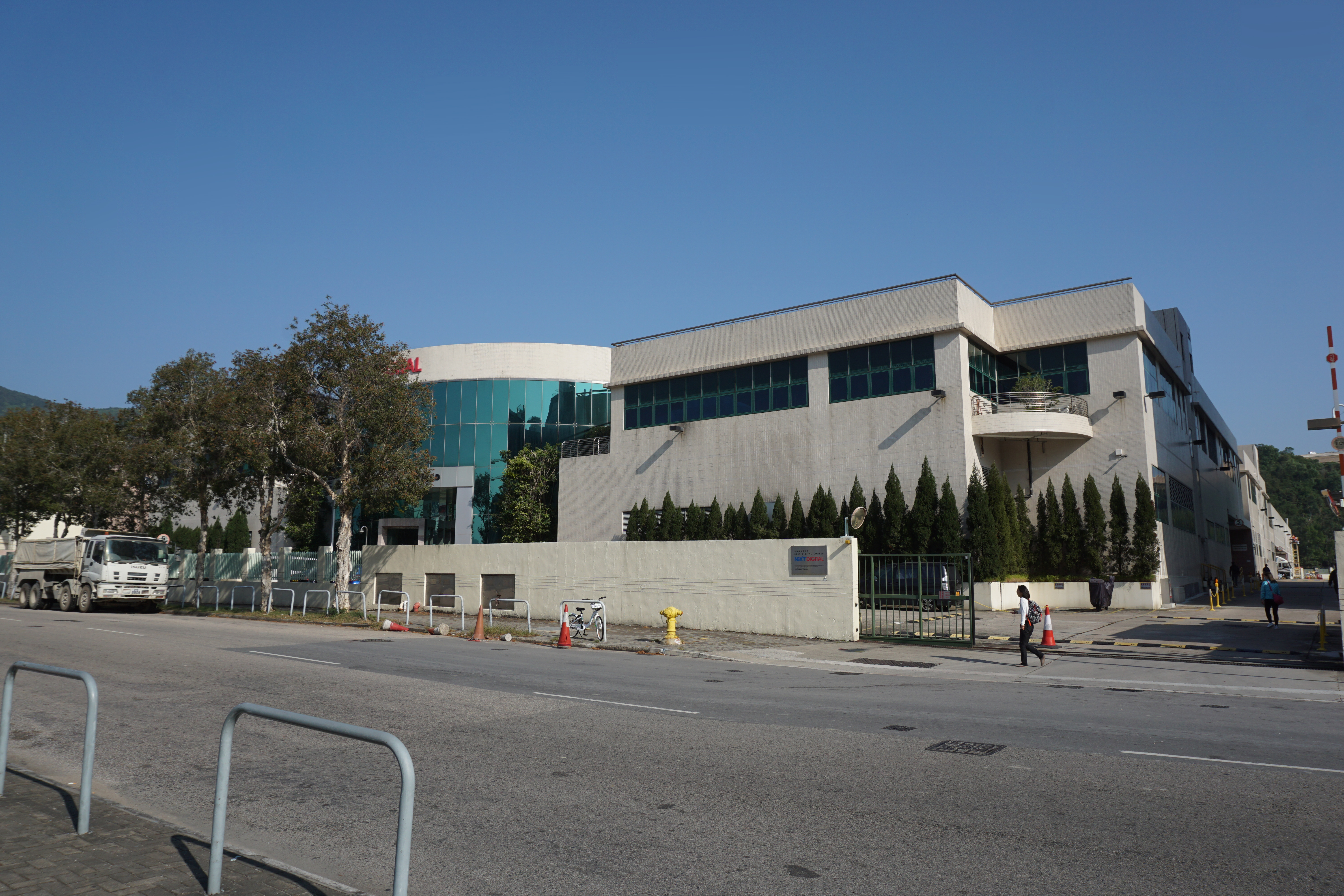
Văn phòng Next Digital, bị cảnh sát lục soát vào ngày 10 tháng 8 năm 2020

Vào ngày 30 tháng 6 năm 2020, Luật an ninh quốc gia Hồng Kông được Đại hội Đại biểu Nhân dân Toàn Quốc Trung Quốc ban hành, mà không cần phải thông qua Hội đồng Lập pháp Hồng Kông. Trước khi luật có hiệu lực, Lai gọi đây là "hồi chuông báo tử cho Hồng Kông" và cáo buộc rằng nó sẽ hủy hoại pháp quyền của vùng lãnh thổ.
Đến ngày 10 tháng 8 năm 2020, Lai bị bắt tại nhà riêng vì bị tình nghi cấu kết với thế lực ngoại bang (một tội danh theo luật an ninh quốc gia mới) cũng như lừa đảo. Ngoài ra, các nhân viên khác của Next Digital cũng bị bắt, và cảnh sát đã khám xét nhà của cả Lai và con trai ông. Cuối buổi sáng, khoảng 200 cảnh sát Hồng Kông đã lục soát vào văn phòng của Apple Daily ở Khu công nghiệp Tướng Quân Áo, tịch thu khoảng 25 hộp tài liệu.
Sau khi Lai bị bắt, giá cổ phiếu của Next Digital đã tăng cao tới 331% vào thứ Ba. Tiền tại ngoại được đặt ở mức 300.000 đô la Hồng Kông (khoảng 38.705 đô la Mỹ), với khoản bảo lãnh là 200.000 đô la Hồng Kông (khoảng 25.803 đô la Mỹ). Tuy nhiên, những người ủng hộ ông đã xếp hàng quanh các khu nhà từ 2 giờ sáng để mua báo, để thể hiện sự ủng hộ của họ dành cho Lai và Next Digital. Mọi người rằng hơn 500.000 bản đã được in, gấp năm lần con số thông thường. Trang nhất của Apple Daily xuất hiện hình ảnh ông Lai bị còng tay với dòng tiêu đề: "Apple Daily phải chiến đấu".
Văn phòng Các vấn đề Hồng Kông và Ma Cao, một cơ quan của chính quyền nhân dân trung ương, đã hoan nghênh vụ bắt giữ và kêu gọi trừng phạt nghiêm khắc Lai. Tuy nhiên, các sự kiện trong ngày được nhiều người coi là một cuộc tấn công vào nền báo chí tự do. Hiệp hội Nhà báo Hông Kông mô tả cuộc đột kích là "khủng khiếp" và chưa từng có ở Hồng Kông. Trong khi đó, Đảng Dân chủ cáo buộc chính phủ đang cố gắng tạo ra một hiệu ứng sợ hãi trong ngành truyền thông Hồng Kông. Cựu Thống đốc Chris Patten gọi sự kiện này là "vụ tấn công thái quá nhất từ trước đến nay" trên báo chí Hong Kong. Ngoài ra, người đứng đầu khoa báo chí Đại học Hồng Kông gọi cuộc đột kích là một "cuộc tấn công thái quá, đáng xấu hổ đối với tự do báo chí".
Các nhân vật ủng hộ dân chủ khác cũng bị bắt vì các tội danh liên quan đến Luật an ninh quốc gia cùng ngày, bao gồm Agnes Chow, Wilson Li, Andy Li và ít nhất bốn người khác.